# (2394) Nadeev
(2394) Nadeev (1973 SZ2; 1950 TH4; 1969 AR; 1975 BT; 1978 PC1) ist ein ungefähr 23 Kilometer großer Asteroid des äußeren Hauptgürtels, der am 22. September 1973 vom russischen (damals: Sowjetunion) Astronomen Nikolai Stepanowitsch Tschernych am Krim-Observatorium (Zweigstelle Nautschnyj) auf der Halbinsel Krim (IAU-Code 095) entdeckt wurde.

## Benennung
(2394) Nadeev wurde nach dem sowjetischen Astrometriker und Geodät Lew Nikolajewitsch Nadejew (1902–1974) benannt, der umfangreiche geodätische Untersuchungen in der nördlichen Sowjetunion durchführte. Er gründete das Labor für Zeit und Frequenz in der Stadt Irkutsk, nach dem der Asteroid (3224) Irkutsk benannt ist. Dort begann der Entdecker Nikolai Stepanowitsch Tschernych seine Laufbahn unter Nadejews Leitung.